# Албакор
Албакор или туна дугоперка, дугоперајна туна (лат. Thunnus alalunga) врста је туне из реда гргечки. Настањује умерене и тропске воде широм света у епипелагичним и мезопелагичним зонама. Постоји шест различитих глобално познатих узгајалишта у Атлантском, Тихом и Индијском океану, као и у Средоземном мору. Албакор има издужено, усправно тело са конусном њушком, великим очима и невероватно дугим грудним перајима. Тело му је дорзално плаво и са нијансама сребрно-беле боје. Поједине јединке могу достићи дужину од 1,4 метра. 
Албакори су пелагични предатори који једу разноврсну храну, укључујући рибу, ракове и главоношце. Јединствене су међу туном по томе што су њихов основни извор хране главоношци, а рибе чине много мањи део њихове исхране. Размножавање се обично одвија од новембра до фебруара и албакор је овипарна риба. Одрасла женка може у једном циклусу да положи преко 2 милиона јајашаца. Младе рибе углавном остају у близини места где су се изглегле око годину дана пре него што крену даље. Јата албакора заснивају се на основу старости јединке и припадности одређеном животном циклусу, али се такође комбинују и са осталим тунама попут туне пругавца, жуторепе туне и туне плавоперке. Када све јединке из јата достигну одраслу фазу, цела јата постају високо миграторна. 
Албакор је економски врло важна риба и мета је комерцијалног и спортског риболова. Првобитно је била основа за индустрију конзервирања туна у Сједињеним Државама и данас није ништа мање важна, чинећи значајан проценат бруто домаћих производа разних пацифичких земаља. Међународна унија за очување природе (ИУЦН) уврстила је ову рибу као скоро угрожену врсту због постојања опасности од прекомерног риболова. Неколико популација је у значајном паду, а општи популациони тренд ове врсте се смањује.

## Таксономија и филогенија
|  | \| \| T. atlanticus \| \| \| \| \| \| T. albacares \| \| \| \| |
|  |                                                                |
|  | T. tonggol                                                     |
|  |                                                                |
|  | T. atlanticus                                                  |
|  |                                                                |
|  | T. albacares                                                   |
|  |                                                                |

|  | T. atlanticus |
|  |               |
|  | T. albacares  |
|  |               |

|  | \| \| T. atlanticus \| \| \| \| \| \| T. albacares \| \| \| \| |
|  |                                                                |
|  | T. tonggol                                                     |
|  |                                                                |
|  | T. atlanticus                                                  |
|  |                                                                |
|  | T. albacares                                                   |
|  |                                                                |

|  | T. atlanticus |
|  |               |
|  | T. albacares  |
|  |               |

|  | \| \| T. atlanticus \| \| \| \| \| \| T. albacares \| \| \| \| |
|  |                                                                |
|  | T. tonggol                                                     |
|  |                                                                |
|  | T. atlanticus                                                  |
|  |                                                                |
|  | T. albacares                                                   |
|  |                                                                |

|  | T. atlanticus |
|  |               |
|  | T. albacares  |
|  |               |

|  | \| \| T. atlanticus \| \| \| \| \| \| T. albacares \| \| \| \| |
|  |                                                                |
|  | T. tonggol                                                     |
|  |                                                                |
|  | T. atlanticus                                                  |
|  |                                                                |
|  | T. albacares                                                   |
|  |                                                                |

|  | T. atlanticus |
|  |               |
|  | T. albacares  |
|  |               |

|  | \| \| T. atlanticus \| \| \| \| \| \| T. albacares \| \| \| \| |
|  |                                                                |
|  | T. tonggol                                                     |
|  |                                                                |
|  | T. atlanticus                                                  |
|  |                                                                |
|  | T. albacares                                                   |
|  |                                                                |

|  | T. atlanticus |
|  |               |
|  | T. albacares  |
|  |               |

|  | \| \| T. atlanticus \| \| \| \| \| \| T. albacares \| \| \| \| |
|  |                                                                |
|  | T. tonggol                                                     |
|  |                                                                |
|  | T. atlanticus                                                  |
|  |                                                                |
|  | T. albacares                                                   |
|  |                                                                |

|  | T. atlanticus |
|  |               |
|  | T. albacares  |
|  |               |

|  | \| \| T. atlanticus \| \| \| \| \| \| T. albacares \| \| \| \| |
|  |                                                                |
|  | T. tonggol                                                     |
|  |                                                                |
|  | T. atlanticus                                                  |
|  |                                                                |
|  | T. albacares                                                   |
|  |                                                                |

|  | T. atlanticus |
|  |               |
|  | T. albacares  |
|  |               |

|  | \| \| T. atlanticus \| \| \| \| \| \| T. albacares \| \| \| \| |
|  |                                                                |
|  | T. tonggol                                                     |
|  |                                                                |
|  | T. atlanticus                                                  |
|  |                                                                |
|  | T. albacares                                                   |
|  |                                                                |

|  | T. atlanticus |
|  |               |
|  | T. albacares  |
|  |               |

|  | T. alalunga   |
|  |               |
|  | T. orientalis |
|  |               |

|  | \| \| T. atlanticus \| \| \| \| \| \| T. albacares \| \| \| \| |
|  |                                                                |
|  | T. tonggol                                                     |
|  |                                                                |
|  | T. atlanticus                                                  |
|  |                                                                |
|  | T. albacares                                                   |
|  |                                                                |

|  | T. atlanticus |
|  |               |
|  | T. albacares  |
|  |               |

|  | \| \| T. atlanticus \| \| \| \| \| \| T. albacares \| \| \| \| |
|  |                                                                |
|  | T. tonggol                                                     |
|  |                                                                |
|  | T. atlanticus                                                  |
|  |                                                                |
|  | T. albacares                                                   |
|  |                                                                |

|  | T. atlanticus |
|  |               |
|  | T. albacares  |
|  |               |

|  | \| \| T. atlanticus \| \| \| \| \| \| T. albacares \| \| \| \| |
|  |                                                                |
|  | T. tonggol                                                     |
|  |                                                                |
|  | T. atlanticus                                                  |
|  |                                                                |
|  | T. albacares                                                   |
|  |                                                                |

|  | T. atlanticus |
|  |               |
|  | T. albacares  |
|  |               |

|  | \| \| T. atlanticus \| \| \| \| \| \| T. albacares \| \| \| \| |
|  |                                                                |
|  | T. tonggol                                                     |
|  |                                                                |
|  | T. atlanticus                                                  |
|  |                                                                |
|  | T. albacares                                                   |
|  |                                                                |

|  | T. atlanticus |
|  |               |
|  | T. albacares  |
|  |               |

|  | \| \| T. atlanticus \| \| \| \| \| \| T. albacares \| \| \| \| |
|  |                                                                |
|  | T. tonggol                                                     |
|  |                                                                |
|  | T. atlanticus                                                  |
|  |                                                                |
|  | T. albacares                                                   |
|  |                                                                |

|  | T. atlanticus |
|  |               |
|  | T. albacares  |
|  |               |

|  | \| \| T. atlanticus \| \| \| \| \| \| T. albacares \| \| \| \| |
|  |                                                                |
|  | T. tonggol                                                     |
|  |                                                                |
|  | T. atlanticus                                                  |
|  |                                                                |
|  | T. albacares                                                   |
|  |                                                                |

|  | T. atlanticus |
|  |               |
|  | T. albacares  |
|  |               |

|  | \| \| T. atlanticus \| \| \| \| \| \| T. albacares \| \| \| \| |
|  |                                                                |
|  | T. tonggol                                                     |
|  |                                                                |
|  | T. atlanticus                                                  |
|  |                                                                |
|  | T. albacares                                                   |
|  |                                                                |

|  | T. atlanticus |
|  |               |
|  | T. albacares  |
|  |               |

|  | \| \| T. atlanticus \| \| \| \| \| \| T. albacares \| \| \| \| |
|  |                                                                |
|  | T. tonggol                                                     |
|  |                                                                |
|  | T. atlanticus                                                  |
|  |                                                                |
|  | T. albacares                                                   |
|  |                                                                |

|  | T. atlanticus |
|  |               |
|  | T. albacares  |
|  |               |

|  | T. alalunga   |
|  |               |
|  | T. orientalis |
|  |               |

|  | \| \| T. atlanticus \| \| \| \| \| \| T. albacares \| \| \| \| |
|  |                                                                |
|  | T. tonggol                                                     |
|  |                                                                |
|  | T. atlanticus                                                  |
|  |                                                                |
|  | T. albacares                                                   |
|  |                                                                |

|  | T. atlanticus |
|  |               |
|  | T. albacares  |
|  |               |

|  | \| \| T. atlanticus \| \| \| \| \| \| T. albacares \| \| \| \| |
|  |                                                                |
|  | T. tonggol                                                     |
|  |                                                                |
|  | T. atlanticus                                                  |
|  |                                                                |
|  | T. albacares                                                   |
|  |                                                                |

|  | T. atlanticus |
|  |               |
|  | T. albacares  |
|  |               |

|  | \| \| T. atlanticus \| \| \| \| \| \| T. albacares \| \| \| \| |
|  |                                                                |
|  | T. tonggol                                                     |
|  |                                                                |
|  | T. atlanticus                                                  |
|  |                                                                |
|  | T. albacares                                                   |
|  |                                                                |

|  | T. atlanticus |
|  |               |
|  | T. albacares  |
|  |               |

|  | \| \| T. atlanticus \| \| \| \| \| \| T. albacares \| \| \| \| |
|  |                                                                |
|  | T. tonggol                                                     |
|  |                                                                |
|  | T. atlanticus                                                  |
|  |                                                                |
|  | T. albacares                                                   |
|  |                                                                |

|  | T. atlanticus |
|  |               |
|  | T. albacares  |
|  |               |

|  | \| \| T. atlanticus \| \| \| \| \| \| T. albacares \| \| \| \| |
|  |                                                                |
|  | T. tonggol                                                     |
|  |                                                                |
|  | T. atlanticus                                                  |
|  |                                                                |
|  | T. albacares                                                   |
|  |                                                                |

|  | T. atlanticus |
|  |               |
|  | T. albacares  |
|  |               |

|  | \| \| T. atlanticus \| \| \| \| \| \| T. albacares \| \| \| \| |
|  |                                                                |
|  | T. tonggol                                                     |
|  |                                                                |
|  | T. atlanticus                                                  |
|  |                                                                |
|  | T. albacares                                                   |
|  |                                                                |

|  | T. atlanticus |
|  |               |
|  | T. albacares  |
|  |               |

|  | \| \| T. atlanticus \| \| \| \| \| \| T. albacares \| \| \| \| |
|  |                                                                |
|  | T. tonggol                                                     |
|  |                                                                |
|  | T. atlanticus                                                  |
|  |                                                                |
|  | T. albacares                                                   |
|  |                                                                |

|  | T. atlanticus |
|  |               |
|  | T. albacares  |
|  |               |

|  | \| \| T. atlanticus \| \| \| \| \| \| T. albacares \| \| \| \| |
|  |                                                                |
|  | T. tonggol                                                     |
|  |                                                                |
|  | T. atlanticus                                                  |
|  |                                                                |
|  | T. albacares                                                   |
|  |                                                                |

|  | T. atlanticus |
|  |               |
|  | T. albacares  |
|  |               |

|  | T. alalunga   |
|  |               |
|  | T. orientalis |
|  |               |

|  | \| \| T. atlanticus \| \| \| \| \| \| T. albacares \| \| \| \| |
|  |                                                                |
|  | T. tonggol                                                     |
|  |                                                                |
|  | T. atlanticus                                                  |
|  |                                                                |
|  | T. albacares                                                   |
|  |                                                                |

|  | T. atlanticus |
|  |               |
|  | T. albacares  |
|  |               |

|  | \| \| T. atlanticus \| \| \| \| \| \| T. albacares \| \| \| \| |
|  |                                                                |
|  | T. tonggol                                                     |
|  |                                                                |
|  | T. atlanticus                                                  |
|  |                                                                |
|  | T. albacares                                                   |
|  |                                                                |

|  | T. atlanticus |
|  |               |
|  | T. albacares  |
|  |               |

|  | \| \| T. atlanticus \| \| \| \| \| \| T. albacares \| \| \| \| |
|  |                                                                |
|  | T. tonggol                                                     |
|  |                                                                |
|  | T. atlanticus                                                  |
|  |                                                                |
|  | T. albacares                                                   |
|  |                                                                |

|  | T. atlanticus |
|  |               |
|  | T. albacares  |
|  |               |

|  | \| \| T. atlanticus \| \| \| \| \| \| T. albacares \| \| \| \| |
|  |                                                                |
|  | T. tonggol                                                     |
|  |                                                                |
|  | T. atlanticus                                                  |
|  |                                                                |
|  | T. albacares                                                   |
|  |                                                                |

|  | T. atlanticus |
|  |               |
|  | T. albacares  |
|  |               |

|  | \| \| T. atlanticus \| \| \| \| \| \| T. albacares \| \| \| \| |
|  |                                                                |
|  | T. tonggol                                                     |
|  |                                                                |
|  | T. atlanticus                                                  |
|  |                                                                |
|  | T. albacares                                                   |
|  |                                                                |

|  | T. atlanticus |
|  |               |
|  | T. albacares  |
|  |               |

|  | \| \| T. atlanticus \| \| \| \| \| \| T. albacares \| \| \| \| |
|  |                                                                |
|  | T. tonggol                                                     |
|  |                                                                |
|  | T. atlanticus                                                  |
|  |                                                                |
|  | T. albacares                                                   |
|  |                                                                |

|  | T. atlanticus |
|  |               |
|  | T. albacares  |
|  |               |

|  | \| \| T. atlanticus \| \| \| \| \| \| T. albacares \| \| \| \| |
|  |                                                                |
|  | T. tonggol                                                     |
|  |                                                                |
|  | T. atlanticus                                                  |
|  |                                                                |
|  | T. albacares                                                   |
|  |                                                                |

|  | T. atlanticus |
|  |               |
|  | T. albacares  |
|  |               |

|  | \| \| T. atlanticus \| \| \| \| \| \| T. albacares \| \| \| \| |
|  |                                                                |
|  | T. tonggol                                                     |
|  |                                                                |
|  | T. atlanticus                                                  |
|  |                                                                |
|  | T. albacares                                                   |
|  |                                                                |

|  | T. atlanticus |
|  |               |
|  | T. albacares  |
|  |               |

|  | T. alalunga   |
|  |               |
|  | T. orientalis |
|  |               |

Први научни опис албакора написао је 1788. године Пјер Жосеф Бонатер у илустрованој енциклопедији Tableau encyclopédique et methodique des trois règnes de la nature. Он је албакора првобитно сместио у род скуша Scomber. Године 1983. ихтиолози Брус Б. Колет и Корнелија Е. Науен сврстали су га у род Thunnus. Албакор је члан подрода Thunnus, такође познатог као група туна плавог репа. Популације албакора разликују се генетски по регионима, тако да свака од атлантских, пацифичких и медитеранских група показује разлике у митохондријској и нуклеарној ДНК.

## Опис
Албакор има аеродинамично, уско тело са конусном њушком, великим устима и великим очима. Тело му је дорзално тамноплаво са нијансама сребрно-беле боје и прекривено је ситним крљуштима. Пекторална пераја почињу мало пре првог леђног пераја и протежу се знатно испред предње стране аналног пераја, обично све до другог леђног пераја, често и до 30% укупне дужине рибе. Као и тело рибе, и пераја су тамноплаве боје на врху, али се мењају у жућкасту боју на доњој страни. Пераја су знатно краћа код риба мањих од пола метра, што често резултира мешањем ове врсте са јувенилним јединкама врсте T. obesus, које такође имају дуга пекторална пераја, мада су заобљена на врховима док су код албакора сужена. Прво леђно пераје је тамножуте боје, а друго, мање од првог, је светложуто, какво је и анално пераје. Има 7-9 дорзалних гребена и 7-8 аналних гребена, тамноплаве и сребрно-беле боје, што се поклапа са бојом дела тела на коме се налазе. Каудално пераје је такође сребрно-беле боје.   Са максималном дужином од 1,4 метра, албакор је најмања од свих туна из групе туна плавоперки. Полно сазрева када достигне дужину од 0,9 метара, а његова просечна дужина је незнатно већа од тога (просечна јединка дуга је око метар). Мужјаци и женке не показују сексуални диморфизам. 

## Распрострањеност и станиште
Албакор има космополитску распрострањеност у тропским и умереним водама широм света и у сваком океану, као и у Средоземном мору. 
Његов ареал се креће од 59 °CГШ до 46°ЈГШ. Распон температуре воде у којој живи креће се од 10 до 25 °C, а када је реч о дубинама које настањује, може се јавити од самих површина па до дубина од 600 метара у епипелагичним и мезопелагичним зонама. Најчешће се налази у површинским водама температуре између 15,6 и 19,4 °C, мада се веће јединке могу наћи у дубљим водама температуре од 13,5 до 25,2 °C. Може проводити краће време и на температурама до чак 9,5 °C. Албакор преферира области у којима се топла и хладна вода мешају. 

## Миграције
Као високо миграторна врста, групе албакора прелазе велике удаљености, мада се чини да се популације из Атлантика и Тихог океана не мешају.  Севернопацифички албакор мигрира у два региона североисточног Тихог океана: један крај северног дела Доње Калифорније у Мексику, а други крај обала Вашингтона и Орегона.  Сваког лета северноатлантски албакори долазе у Бискајски залив, изван Француске и Шпаније, али је примећено да сада стижу око 8 дана раније него пре 40 година.  
Од 1970-их NOAA узгајивачнице, Југозападни научно-истраживачки центар за рибарство (SWFSC) сарађује са Америчком фондацијом за истраживање рибара (AFRF) у процесу студија таговања албакота у Северном Тихом океану. Кроз ове студије сазнало се да јувенилне јединке албакора (старе око две године) врше транспацифичке миграције у својим млађим годинама између Јапана и западне обале Северне Америке. До данас је означено преко 24.000 албакора, а 1.245 је поново пронађено. У пролеће 2001. AFRF и SWFSC започели су пилот пројекат како би научили више о миграционим навикама севернопацифичког албакора, у настојању да омогуће укључивање детаљних миграторних кретања у моделе процене залиха. Архивске ознаке су недавна техничка иновација која се користи за прикупљање дневних локација (путем података о нивоу светлости које се прикупљају преко обележивача), унутрашње температуре тела рибе, температуре спољне воде и дубине. 

## Биологија и екологија
Албакор је моћна грабљивица која формира мешовита јата са туном пругавцем, жуторепом туном и туном плавоперком, понекад око плутајућих објеката као што су морске траве из рода Sargassum.   Јата албакора су веома миграторна и одвојена су по старости јединки, а старије рибе имају тенденцију да формирају компактније групе. На основу улова јувенилних јединки албакора, уочено је да је однос полова у јатима 1:1, док су у јатима старијих албакора претежно мужјаци. У Атлантском океану старије рибе се налазе у хладнијим водама. Супротно је за Тихи океан, где се рибе налазе у већем броју дуж термичких дисконтинуитета. Распон дубина такође варира од места: атлантске рибе роне до 600 метара, док пацифичке рибе достижу дубине од свега 380 метара. У североисточном Атлантику током лета се јављају миграције у подручја богатијја храном. Због климатских промена у последњих 40 година, тајминг и спацијална дистрибуција албакора су се такође промениле. 
Албакор показује широк спектар разлика у понашању по регионима. У Доњој Калифорнији, албакор често зарони до дубине веће од 200 метара током дана и остаје близу површине ноћу, док крај обала Вашингтона и Орегона остају у близини површине током целог дана.  Албакор се никада не одмара; њихова потреба за кисеоником значи да морају увек бити у покрету. 

### Исхрана
Албакор туне су пелагијални предатор - ловци на отвореном мору. Њихова исхрана варира од сезоне до сезоне врло мало. За разлику од осталих туна које једу првенствено рибу, на пример туге пругавца и жуторепе туне, главни извор хране албакора су главоношци, а међу њима је најбројнији Heteroteuthis dispar, сићушна лигња из дубоке воде која се налази у Средоземном мору и Атлантском океану. Остале животиње које албакор може користити у исхрани укључују рибу, ракове и желатинозне организме. Не зна се много о начину исхране албакора, највише због тога што он рони преко 400 метара под водом у потрази за храном, а означавање и праћење до сада нису били успешни.  

### Размножавање
Албакор је животиња која се размножава овипарно и женка тешка 20 килограма може да произведе између 2 и 3 милиона јаја по мрешћењу,  што се обично догађа између новембра и фебруара.  Јаја сазревају ван тела женке и излежу се у интервалу од једног до два дана, након чега младунци почињу брзо да расту. Прву годину свог живота јувенилне јединке остају у близини места где су се излегле. Оне почињу да мигрирају тек након прве године живота. Албакор има животни век од 11 до 12 година, али репродуктивну зрелост достиже тек са око 5–6 година. 
Велика већина албакора има веће десне тестисе или јајнике, зависно од пола. Албакори имају асинхрони развој ооцита, то јест њихове незреле јајне ћелије се не развијају у правилним интервалима. Стварање јајника, познато као оогенеза, започиње брзом производњом оогонија (недиференциране ћелије заметка које стварају ооците) митотичким раздвајањима у оогонијалним дупљама женке туне. Настали ооцити масовно се избацују у море, где се одвија пуни развој и касније оплодња. 

## Интеракција са људима

### Комерцијални риболов
Албакор је веома цењен као храна, а риболов на албакора је економски значајан.
Масовни риболов на албакора за комерцијалну употребу почео је почетком 20. века. Миграторски обрасци рибе довели су велики број јата албакора близу обале јужне Калифорније, што је подстакло почетак комерцијалног риболова на албакора. Године 1903, коришћено је 700 конзерви албакора као експериментално паковање, што је на крају довело до развоја америчке индустрије за конзервирање туне. Експеримент је постигао огроман успех, а комерцијални риболов се брзо проширио због великог нивоа потражње за конзервираном туном. До 1920-их година индустрија се додатно проширила и три друге врсте туне - туну пругавца, жуторепу туну и туну плавоперку. Туњевина албакора је једина врста туњевине која се може продавати као "туна од белог меса". Индустрија конзервирања користи ову ознаку као начин да разликује конзервираног албакора од осталих врста туна. 
Од 2010. до 2013. године, истраживање компаније Oceana, организације за очување океана, тестирало је преко 114 узорака туне и открило да је 84% узорака беле туне заправо туна од есколара (Lepidocybium flavobrunneum). 
Многе пацифичке острвске земље и територије увелико се ослањају на океански риболов ради економског развоја и обезбеђивања хране. Албакор је једна од четири главне врсте туна које подржавају океански риболов заједно са туном пругавцем, жуторепом туном и великооком туном. Лов на туну и прерада рибе доприносе од 3 до 20% бруто домаћем производу у четири од ових земаља или територија. Накнаде за издавање лиценце за иностране бродове дају у просеку 3-40% државног прихода за седам ових државица. Постројења за прераду и израду пловила за риболов туне пружају више од 12.000 радних места радницима на острвима Пацифика. Рибе обезбеђују 50-90% животињских протеина у руралним подручјима ових територија. 

### Рекреативни риболов
Албакор је доста тражена риба код спортских риболоваца. Од 2000. године, у Орегону, Вашингтону и Калифорнији успостављен је велики рекреативни риболовни центар на албакоре.  

## Очување

#### Управљање рибарством
Популацијама албакора управљају четири организације за управљање рибарством туне (RFMO), укључујући Комисију за рибарство западног и централног Тихог океана (Western and Central Pacific Fisheries Commission, WCPFC), Међуамеричку комисију за тропске туне (Inter-American Tropical Tuna Commission, IATTC), Међународну комисију за очување атлантских туна (International Commission for the Conservation of Atlantic Tunas, ICCAT) и Комисију за туне у Индијском океану (Indian Ocean Tuna Commission, IOTC).  IATTC је успоставио квоте улова у северном и јужном Атлантику. 
У свету постоји 6 глобалних мрестилишта албакора, један у Северном Тихом океану, један у Јужном Тихом океану, још једно у Индијском океану, два за Северни и Јужни Атлантик и једно за Средоземно море. 
Постоји значајна несигурност у погледу тренутног стања залиха албакора, јер различити модели и претпоставке дају широк спектар процена. Међутим, већина се сложила са ставом да се биомаса за мрешћење почела смањивати од 1930-их, али и да се опоравља од средине 1990-их. Већина формулација модела довела је до закључака да тренутно албакор није угрожен прекомерним риболовом, али биомаса за мрешћење јесте угрожена прекомерним риболовом.  Сматра се да албакор у Индијском океану није угрожен, али одржавање постојећег тренда риболова или његово повећање у вероватно ће резултирати даљим падом биомасе албакора.  Све организације за управљање рибарством туна приметиле су да постоји неизвесност у вези са размножавањем и биологијом туне и њима сличним врстама, укључујући старост и раст, зрелост и стопу природне смртности; а такође и неизвесност у погледу квалитета и потпуности доступних података. 
Комисија за рибарство западног и централног Тихог океана је проценила да јужнопацифички албакор није претерано ловљен и да није угрожен. 
Према процени из 2014. године, Међународни научни одбор за туне и њима сродне врсте у Северном Тихом океану, Радна група за албакора, утврдио је да процене укупне биомасе (старих годину или више дана) показују дугорочни пад од раних 1970-их до 1990-их, након чега је уследио опоравак и потоња колебања популација без тренда опадања током 2000-их. Овај одбор донео је закључак албакор тренутно није генерално угрожен прекомерним риболовом. 
Јужнопацифичке популације албакора су недавно (од 2007 до 2015. године) показале пад од 40% у броју јединки.  

### Остале организације
Развијен је низ програма који помажу потрошачима да идентификују и подрже одговорно и одрживо рибарство. Можда је од ових програма најчешће прихваћен програм Савјета за поморство. Неколико риболова туном је сертификовано као одрживо према стандардима Савјета за поморство, укључујући риболов на сјеверном и јужном Пацифику, канадски риболов у Сјеверном Тихом океану и новозеландски јужнопацифички риболов. 
SeaChoice оцјењује дугоперајну туну као „најбољи избор" за потрошаче, иако се јавља умјерена забринутост у погледу ефикасности управљања (посебно јер није извршена дефинитивна процјена залиха риболова у Индијском океану). Национална служба за морско рибарство сматра да је ова риба прекомјерно ловљена и да то још увијек траје. 2007. године, SeaChoice је сматрао да би риболов у заливу јужног Атлантика могао бити претјеран, али тренутно се не јавља превелики риболов. 

### Ниво живе
Као и друге рибе, албакор током времена накупља метил живе у телесном ткиву. Метил-жива се природним путем уклања из људског тела, али може проћи више од годину дана да се нивои значајно смање. Просечни укупни садржај живе у телу албакора је .14 ± .05 ppm (parts per million), а креће се од .027 ppm до .26 ppm. Веће рибе имају тенденцију да биоакумулирају веће количине живе. Највећим делом постоји позитивна корелација између количине живе у метаболизму албакора и његове тежине и дужине.  Албакоре које је у последњем периоду ухватила америчка риболовна флота крај обала Вашинтона, Орегона и Калифорније има далеко ниже нивое живе него у претходним годинама.       Албакор ухваћен у овом региону такође има ниво метил-живе знатно испод 1,0 ppm, колико износи стандард живе који је поставила америчка Управа за храну и лекове. Ипак, с обзиром на то да је живи потребно време да се избаци из тела, туњевину албакора треба јести умерено. 

### Кухиња
Месо албакора се користи у у припреми разних специјалитета.
- Благо куван стек албакора
- Суви албакор у салати
- Албакор са пиринчем
- Конзерве туњевине албакора у супермаркету

## Остале врсте зване албакор
У неким деловима света се назив „албакор” користи и за друге врсте: 
- Thunnus atlanticus (албакор)
- Thunnus albacares (албакор, жуторепи албакор)
- Seriola lalandi (албакор)
- Euthynnus affinis (лажни албакор)
- Euthynnus alletteratus (лажни албакор)